# Висконти, Аньезе
Аньезе Висконти (итал. Agnese Visconti; 1363, Милан — 7 февраля 1391, Мантуя) — дочь правителя  Милана Бернабо из рода Висконти, супруга народного капитана Мантуи Франческо I из рода Гонзага. Была казнена за супружескую измену.

## Биография

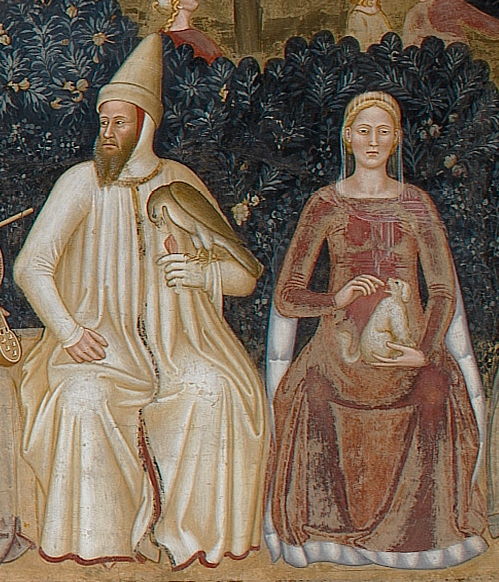
Родители Аньезе Висконти - Бернабо Висконти и Беатриче Реджина делла Скалла

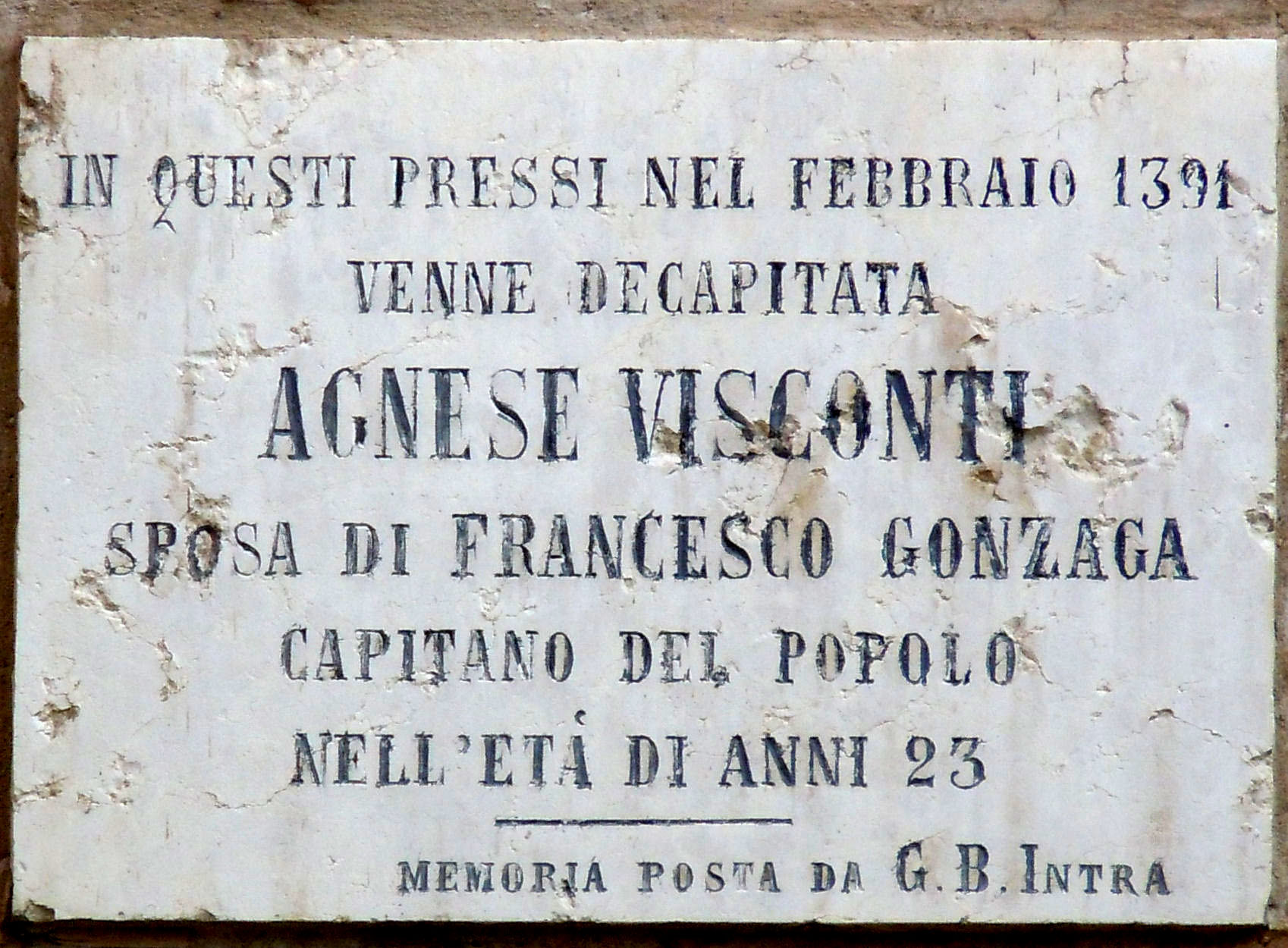
Табличка на могиле Аньезе Висконти в Мантуе

Аньезе Висконти была дочерью Бернабо Висконти и Беатриче Реджины дела Скалла, она была девятым ребенком из семнадцати детей, родившихся в этой семье. Аньезе и остальным ее сестрам родители обеспечили политически выгодные браки. Например, её сестра Таддея Висконти вышла замуж за Стефана III, герцога Баварии, и была матерью Изабеллы Баварской, королевы Франции; другая сестра Верде Висконти вышла замуж за герцога Австрии Леопольда III Габсбурга.
Бернабо Висконти дал богатое приданое Аньезе, в него входили: 50000 крон золота и города Парма, Кремона, Брешия и Бергамо.
В 1375 году Аньезе Висконти вышла замуж за Франческо I Гонзага, народного капитана Мантуи. Этот брак был заключен для примирения между Миланом и Мантуей.
В мае 1385 года Джан Галеаццо Висконти низложил отца Аньезе, после чего тот умер в заточении. После этого Агнесу обвинили в прелюбодеянии с одним из её телохранителей, хотя некоторые источники указывают на политический подтекст этого дела и связывают его с развалом союза Милана и Мантуи. 7 февраля 1391 года Аньезе Висконти была обезглавлена, а её предполагаемый любовник Антонио ди Сандиано повешен во дворе Палаццо Дукале, где находится памятный знак о его смерти. Через два года после смерти Аньезе Висконти её муж Франческо I Гонзага женился второй раз на Маргарите Малатеста, тем самым скрепив союз с Римини против Висконти.

## Семья и дети
Муж Франческо I Гонзага (1366 — 1407).
Дети:
- Альда Гонзага (? - 30 июля 1405) которая вышла замуж за правителя Падуи Франциско II Новелло ди Каррара[8].